# ماگدالنا کراساکووا
ماگدالنا کراساکووا (انگلیسی: Magdalena Krssakova; ۳ مارس ۱۹۹۴) جودوکار زن اهل اتریش است.